# Miroslav Petrásek
Miroslav Petrásek (* 8. února 1964 Ostrov nad Ohří) je český trenér běhu na lyžích a bývalý závodník v běhu na lyžích a v biatlonu.

## Sportovní kariéra
Od roku 1976 závodil v nově vzniklém TSM ve Slovanu Karlovy Vary, které vedl trenér Jan Novák. Odtud odešel do Vrchlabí, kde v roce 1983 maturoval na gymnáziu. Poté se vrátil zpět do Slovanu. Jako závodník byl na hraně reprezentace v běhu na lyžích i biatlonu, na vrcholném podniku však nikdy nezávodil. V roce 1991 ukončil kariéru závodníka a nastoupil ve Slovanu Karlovy Vary jako trenér, v mnohém mu pomohl a poradil Jan Novák. Když Petrásek dával dohromady tréninkovou skupinu mládeže, zařadil do ní i tehdy čtrnáctiletého Lukáše Bauera, za kterým přijel osobně domů do Božího Daru, přestože v té době měl Bauer na svém kontě jediný republikový závod – skončil na 45. místě. Sám Bauer Petráskův přínos pro svoji kariéru hodnotil tak, že „z ani ne tak talentovaného jako spíš zarputilého kluka vydupal nejdříve člena reprezentace a později dosud jediného českého mužského vítěze SP, a i většinu dalších úspěchů jsme získali společně. Je jednoznačně tím, který mě sportovně nejvíce ovlivnil.“
Od roku 2000 trénoval českou reprezentaci mužů v běhu na lyžích. Spolu s asistentem Václavem Korunkou vytvořil nejsilnější běžecký tým za poslední dvě desetiletí. Až do roku 2011 byl rovněž osobním trenérem Lukáše Bauera, který pod jeho vedením vyhrál Světový pohár 2007/08 a získal stříbrnou olympijskou medaili na 15 kilometrů klasicky v roce 2006. Miroslav Petrásek byl jako hlavní trenér reprezentace u zisku celkem 7 medailí:
- 2006 ZOH Turín, Lukáš Bauer, stříbro
- 2005 MS Oberstdorf, team sprint, bronz
- 2007 MS Sapporo, team sprint, bronz
- 2009 MS Liberec, Lukáš Bauer, stříbro
- 2010 ZOH Vancoucer, Lukáš Bauer, bronz
- 2010 ZOH Vancouver, štafeta 4×10 km, bronz
- 2015 MS Falun, Lukáš Bauer, stříbro

Stal se tak nejúspěšnějším trenérem českého běžeckého lyžování. Strávil u reprezentace čtyři olympijské cykly (ZOH 2002 Salt Lake City, 2006 Turín, 2010 Vancouver a 2014 Soči) s krátkou přestávkou 2003/4, kdy byl asistentem Květoslava Žalčíka. Petrásek plánoval skončit u české reprezentace po ZOH 2014, ale nakonec se ještě rozhodl pokračovat s výhledem na ZOH v Pchjongčchangu 2018, vedení úseku běžců na lyžích Svazu lyžařů ČR jej však v dubnu 2015 odvolalo a nahradil jej Lukáš Krejčí. Vzápětí se stal novým trenérem polské reprezentace v běhu na lyžích – polský lyžařský svaz s ním uzavřel smlouvu do roku 2018. Smlouva ale byla ukončena předčasně a v létě 2016 se opět stal trenérem LK Slovanu Karlovy Vary.